# The Resistance (gruppo musicale)
I The Resistance sono un gruppo musicale melodic death metal svedese fondato da Jesper Strömblad nel 2010, dopo essere uscito dagli In Flames.

## Formazione
- Marco Aro - voce
- Glenn Ljungström - basso
- Alex Losbäck Holstad - chitarra
- Chris Barkensjö - batteria

Ex-componenti
- Jesper Strömblad - chitarra

## Discografia

### Album in studio
- 2013 – Scars
- 2016 – Coup de Grâce

### EP
- 2013 – Rise From Treason
- 2015 – Torture Tactics